# Georges Lautner

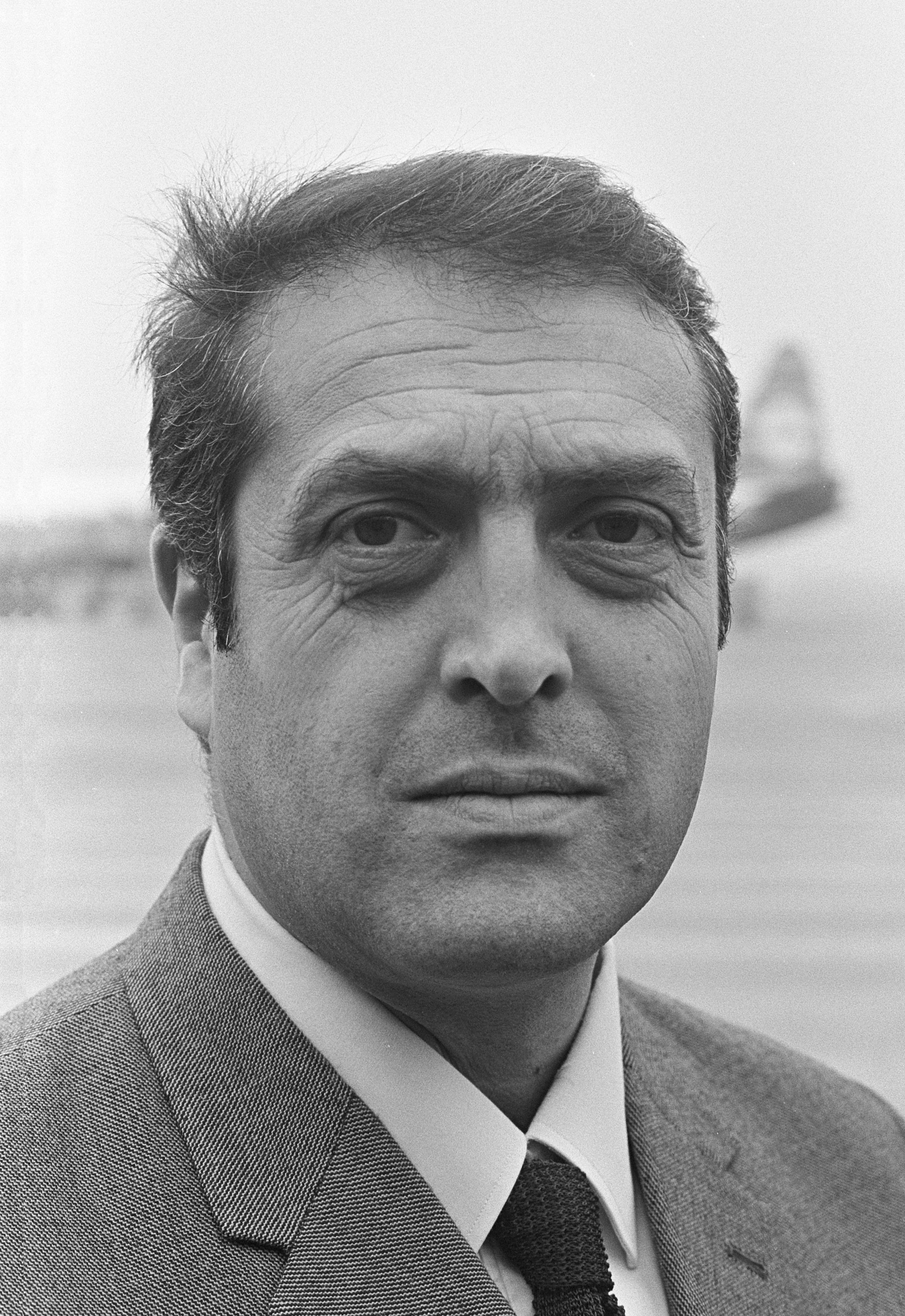
Georges Lautner (1966)

Georges Lautner (* 24. Januar 1926 in Nizza; † 22. November 2013 in Paris) war ein französischer Film- und Fernsehregisseur, ein Spezialist sowohl für actionreiche Gangster- und Kriminalfilme als auch für turbulente Komödien.

## Leben und Wirken

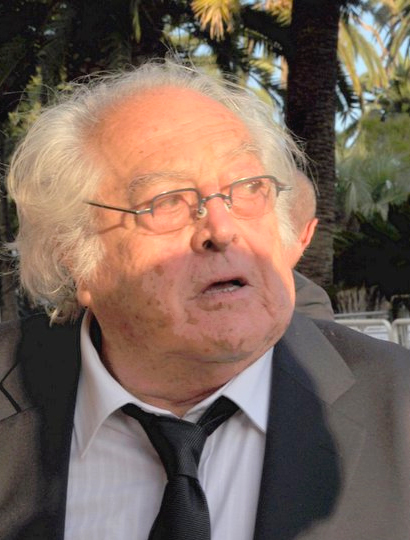
Georges Lautner bei den Internationalen Filmfestspielen von Cannes 2011

Lautner besuchte das Pariser Lycée Janson de Sailly und studierte an der Hochschule Politische Wissenschaften und später auch Jura. Als Sohn der Schauspielerin Renée Saint-Cyr kam Lautner von frühester Kindheit an mit dem Film in Kontakt. An der Seite seiner Mutter übernahm er 1950 seine erste Filmrolle in dem melodramatischen Spionage- und Rachestoff Der Kurier des Kaisers (Fusillé à l’aube). Hauptberuflich war er in diesen Jahren (bis 1953) als Regieassistent tätig. Danach zeichnete Lautner als Regisseur von drei Kurzfilmen verantwortlich. Seit 1958 inszenierte Georges Lautner abendfüllende Spielfilme, vor allem in den 1960er und 1970er Jahren gehörte der Regisseur zu den kommerziell erfolgreichsten Filmemachern seines Landes. Er erhielt allerdings nie künstlerische Anerkennung, da er seine oft geschmäcklerischen Filme stets seinen Stars unterordnete.
Seine Karriere begann mit Filmen mit Bernard Blier als Protagonist (Arrêtez les tambours, 1960; Auch Helden wollen sterben, 1960, mit Juliette Mayniel; Das schwarze Monokel, 1961, mit Marie Dubois, Der siebte Geschworene, mit Danièle Delorme). 1964 inszenierte er Radieschen von unten mit Louis de Funès. Die Monokel-Reihe mit Paul Meurisse setzte er mit zwei weiteren Filmen fort. Ein Erfolg wurde das Filmdrama Die Straße nach Salina mit Mimsy Farmer und Rita Hayworth. Seit den 1970ern zahlreiche Komödien und Thriller, meist mit Alain Delon (Eiskalt wie das Schweigen, Der Fall Serrano) und Jean-Paul Belmondo (Der Windhund, Der Profi). In den 1980ern folgten auf seine früheren Werke platte und von der Kritik verrissene Filme wie Fröhliche Ostern (mit Belmondo), Ein Käfig voller Narren III und Ein Mann weiß zuviel (mit Michael Brandon und Robert Mitchum). Mit Das unheimliche Haus nach dem Roman von Georges Simenon verhalf Lautner Belmondo 1992 zu einer großen Altersrolle. 2000 inszenierte er die Episode Das Bistro in Drogenszenen.

## Auszeichnungen
- Ritter der Ehrenlegion[3]
- Offizier des Ordre national du Mérite[3]
- Kommandeur des Ordre des Arts et des Lettres[3]

## Filmografie (Auswahl)
- 1959: Auch Helden wollen leben (Marche ou creve)
- 1961: Inspektor Kent haut auf die Pauke (En plein cirage)
- 1961: Das schwarze Monokel (Le Monocle noir)
- 1962: Party mit zwölf Pistolen (L’Oeil du Monocle)
- 1962: Der siebte Geschworene (Le Septième Juré)
- 1963: Mein Onkel, der Gangster (Les Tontons flingueurs)
- 1964: „Monocle“ blickt voll durch (Le Monocle rit jaune)
- 1964: Mordrezepte der Barbouzes (Les Barbouzes)
- 1964: Radieschen von unten (Des pissenlits par la racine)
- 1965: Die Damen lassen bitten (Les bons vivants)
- 1965: Liebe zu dritt (Galia)
- 1966: Nimm’s leicht, nimm Dynamit (Ne nous fâchons pas)
- 1967: Ein Mädchen wie das Meer (La grande sauterelle)
- 1967: Das Millionen-Duell (Fleur d’Oseille)
- 1968: Der Bulle (Le Pacha)
- 1970: Der Kurier des Zaren (Strogoff) (Ko-Drehbuch)
- 1970: Die Straße nach Salina (La Route de Salina)
- 1970: Der große Coup des Kommissars (Laisse aller… c’est une valse)
- 1972: Ein toller Bluff (Il était une fois un flic)
- 1973: Der Koffer in der Sonne (La Valise)
- 1974: Eiskalt wie das Schweigen (Les seins de glace)
- 1975: Wo, bitte, geht’s zum nächsten Friedhof? (Pas De Probleme!)
- 1976: Ein Tolpatsch auf Abwegen (On aura tout vu!)
- 1977: Der Fall Serrano (Mort d’un pourri)
- 1979: Der Windhund (Flic ou voyou)
- 1980: Der Puppenspieler (Le guignolo)
- 1981: Der Profi (Le professionnel)
- 1981: Ist das wirklich Liebe, Liebling? (Est-ce bien raisonnable?)
- 1984: Fröhliche Ostern (Joyeuses Pâques)
- 1985: Der Cowboy - Ein großer Polizist (Le Cowboy)
- 1985: Ein Käfig voller Narren – Jetzt wird geheiratet (La cage aux folles III – „Elles“ se marient)
- 1988: Das ermordete Haus (La maison assassinée)
- 1989: Der Gorilla und der Wiener Walzer (Le Gorille enrage)
- 1990: Ein Mann weiß zuviel (Présumé dangereux)
- 1992: Das unheimliche Haus (L’inconnu dans la maison)

## Autobiografie
- On aura tout vu. Taschenbuch, Flammarion, Paris 2005, ISBN 2-08-068690-9.